# Седлиська (Ряшівський повіт)
Седлиська (пол. Siedliska) — село в Польщі, у гміні Любеня Ряшівського повіту Підкарпатського воєводства.
Населення — 1723 особи (2011).
У 1975-1998 роках село належало до Ряшівського воєводства.

## Демографія
Демографічна структура станом на 31 березня 2011 року:
|          | Загалом | Допрацездатний вік | Працездатний вік | Постпрацездатний вік |
| -------- | ------- | ------------------ | ---------------- | -------------------- |
| Чоловіки | 861     | 161                | 589              | 111                  |
| Жінки    | 862     | 164                | 477              | 221                  |
| Разом    | 1723    | 325                | 1066             | 332                  |